# Bernard Anderson
Bernard Hartwell „Buddy“ bzw. „Step-Buddy“ Anderson (* 14. Oktober 1919 in Oklahoma City, Oklahoma; † 10. Mai 1997 in Kansas City, Missouri) war ein US-amerikanischer Jazztrompeter und Pianist, der zu den „vergessenen, aber bedeutenden“ Wegbereitern des Modern Jazz zählt.

## Leben und Wirken
Anderson stammte aus einer musikalischen Familie; sein älterer Bruder spielte Altsaxophon und war Jazzfan. Als Kind lernte Bernard zunächst Geige; in seiner Jugend lernte er verschiedene Blechblasinstrumente kennen, insbesondere das Bugle, als er Mitglied der Pfadfinder war. Seine Mentorin war Zelia M. Breaux, eine bekannte Musiklehrerin in Oklahoma City, unter deren Leitung er in der Marsch- und Schulband der Douglas High School spielte. 1934 hatte er einen seiner ersten professionellen Auftritte mit der Ted Armstrong Band in Clinton, Oklahoma. Ende der 1930er-Jahre spielte er in der Jazzband der Xavier University in New Orleans. 1938 war er bei einer Plattensession von Billie Holiday für Vocalion Records („You Go to My Head“, „The Moon Looks Down and Laughs“) beteiligt.
Nachdem Anderson 1939 nach Oklahoma City zurückgekehrt war, arbeitete er in der Band von Leslie Sheffield, in der auch der Gitarrist Charlie Christian und der Tenorsaxophonist Henry „Hank“ Bridges spielten und seine Spielweise stark beeinflussten. Im folgenden Jahr verließ er seine Heimatstadt und zog nach Kansas City, wo er zunächst mit Gene Ramey, anschließend bei Jay McShann spielte und auf landesweite Tourneen ging. Erste Aufnahmen bei McShann wurden 1940 in Wichita (Kansas) für den Rundfunk mitgeschnitten; als Solist ist er u. a. in „Hootie Blues“ (Decca 1941, mit Charlie Parker) zu hören. Zusammen mit McShann komponierte er „Hootie’s Ignorant Oil“. Anderson blieb bis zum Eintritt der Vereinigten Staaten in den Zweiten Weltkrieg in der McShann-Band, die dann auseinanderfiel.
Es folgten verschiedene kurze Gastspiele in den Orchestern von Benny Carter, Sabby Lewis (1943/44) und Roy Eldridge; 1944 stieß Anderson zum Billy Eckstine Orchestra, doch musste er bald darauf das Trompetenspiel wegen einer Tuberkulose-Erkrankung aufgeben. Ersetzt wurde er bei einem Gastspiel in St. Louis durch den 18-jährigen Miles Davis. In den folgenden Jahren wechselte er zum Piano, ohne jedoch weiter aufzunehmen. Im Bereich des Jazz war er zwischen 1940 und 1942 an sechs Aufnahmesessions beteiligt.
Fortan betätigte sich Anderson vorwiegend als Musikautor, Lyriker und Komponist. Erst in den 1980er-Jahren trat er in Oklahoma City wieder auf lokaler Ebene als Trompeter auf; außerdem war er Vorsitzender der lokalen Musikergewerkschaft. Seine letzten Jahre verbrachte er in Kansas City, schrieb Lyrik und trat gelegentlich bei Jamsessions der Mutual Musicians Foundation auf. Bernard Andersons Nachlass – neben Manuskripten, Korrespondenzen und Kompositionen auch über 3000 Fotografien – wird in der Bibliothek der University of Missouri–Kansas City aufbewahrt.
Anderson war mit der Sängerin Lorraine B. „Jackie“ Anderson verheiratet.

## Würdigung
Nach Ansicht von Ross Russell war Andersons Spielweise an Peanuts Holland und damit mehr an die der Holzbläser als an die anderer zeitgenössischer Swing-Trompeter orientiert; mit seinem „neuartigen linearen, semi-legato und leicht tönenden Stil“ beeinflusste er zahlreiche Jazztrompeter der nächsten Generation wie Dizzy Gillespie und Fats Navarro. Nach Ansicht von Gillespie war damals „Buddy Anderson der einzige Trompeter, den ich kannte, der die Idee verfolgte, das Instrument mit Hilfe des Klaviers zu erkunden.“ Auch in Lester Bowies Spiel fanden sich Bezüge auf Buddy Anderson.

## Diskographische Hinweise
- Jay McShann Orchestra: Blues from Kansas City (GRP/Decca Jazz, ed. 1992)
- Charlie Parker: Bird (The Complete Masters 1941–54) (Universal Music France, ed. 2012)

## Weiterführende Literatur
- Frank Driggs: The Story of Buddy Anderson- Jazz Journal, February 1962